# Мюллеров благородный попугай
Мюллеров благородный попугай (лат. Tanygnathus sumatranus) — вид птиц из семейства Psittaculidae.

## Внешний вид
Длина тела до 32 см. Основная окраска оперения зелёного цвета. Голова, крылья и хвост тёмно-зелёные, брюшко и воротник светлее. На крыльях имеются жёлтые штрихи. Гузка и сгиб крыла синие. Клюв у самца красный, у самки бледно-жёлтый.

## Распространение
Обитает в Индонезии, на острове Сулавеси и Филиппинах.

## Образ жизни
Населяют леса, опушки леса и культурные ландшафты, до высоты 800 м над уровнем моря. Живут небольшими стаями, активны чаще по ночам. Питаются, главным образом, зерновыми культурами.

## Классификация
Выделяют 2 подвида:
- Tanygnathus sumatranus sumatranus (Raffles, 1822) — номинативный подвид. Обитает на острове Сулавеси.
- Tanygnathus sumatranus sangirensis Meyer, AB & Wiglesworth, 1894

Ранее к виду относили пять подвидов, но часть из них была выделена в отдельный вид Tanygnathus everetti
- Tanygnathus everetti burbidgii Sharpe, 1879
- Tanygnathus everetti duponti Parkes, 1971
- Tanygnathus everetti everetti Tweeddale, 1877
- Tanygnathus everetti freeri McGregor, 1910